# Schiavon
Schiavon – miejscowość i gmina we Włoszech, w regionie Wenecja Euganejska, w prowincji Vicenza.
Według danych na rok 2004 gminę zamieszkiwało 2327 osób, 211,5 os./km². Z Schiavon pochodzi Sekretarz Stanu Stolicy Apostolskiej kard. Pietro Parolin.